# Río Valle
El río Valle es un río argentino que discurre en sentido suroeste-noroeste por el departamento de Anta, en el sector centro-oriental de la provincia de Salta.
Nace en la vertiente este de la sierra González, que junto con las sierras Centinela, Cresta del Gallo y Santa Bárbara, constituye el borde más oriental y elevado de las sierras Subandinas en el ámbito regional noroeste, desciende hacia la llanura chaqueña donde confluye con el río Dorado o Colorado formando el río Teuco.
- Datos: Q6115831